# Rafina
Rafina (en griego Ραφήνα, Rafina) es una localidad situada en la costa este del Ática, en Grecia. Según el censo del 2001 su población es de 11.352 habitantes.  

## Geografía
Rafina se encuentra en la costa del mar Egeo al este de los montes Pendeli y al noreste de la llanura de Mesogeia. Está situada a unos 30 km de Atenas, al este del aeropuerto Elefterios Venizelos.

## Transporte
El municipio es accesible desde el oeste por la Avenida de Maratón (Carretera interestatal 54). Otras carreteras enlazan Rafina con los municipios de Artemida (Lutsa) y Nea Makri, al sur y al norte respectivamente.
Del puerto de Rafina salen ferries hacia la isla de  Eubea así como a gran parte de las islas Cícladas.

## Historia
Rafina fue fundada en la década de 1920 por refugiados griegos procedentes de Anatolia tras el final de la guerra greco-turca en el emplazamiento de un pequeño pueblo arvanita. Muchos de esos refugiados eran originarios del pueblo de Triglia siendo Rafina un anagrama del nombre de una antigua ciudad griega situada en el mismo lugar que la ciudad turca. Hasta los años 60-70 la población rural era la mayoritaria sin embargo posteriormente vio aumentada su población debido a un importante desarrollo urbanístico. 

## Otros
Rafina está dotada de  escuelas, institutos, gimnasios, bancos, iglesias, una oficina de correos y hermosas playas.

## Desarrollo de la población
| Año  | Población | Cambio         | Habitantes del municipio | Densidad  | Cambio         |
| ---- | --------- | -------------- | ------------------------ | --------- | -------------- |
| 1981 | 4,994     | -              | -                        | -         | -              |
| 1991 | 8,282     | +3,288/+65.84% | 8,611                    | 453.7/km² | -              |
| 2001 | 11,352    | +3,070/+37.07% | 11,909                   | 627.5/km² | +3,298/+38.30% |